# Alibek Alijev
Alibek Alijevič Alijev (rusky Алибек Алиевич Алиев; * 16. srpna 1996, Machačkala, Rusko) je švédský fotbalový útočník a mládežnický reprezentant ruského původu, který v současné době hraje v klubu CSKA Moskva.

## Klubová kariéra
Alijev hrál ve Švédsku nejprve za klub Vänersborgs FK, odkud odešel v mládežnickém věku do IF Elfsborg. V lednu 2015 přestoupil do ruského klubu CSKA Moskva, kde se začlenil do rezervního týmu.

## Reprezentační kariéra
Alijev nastoupil v roce 2014 za švédský reprezentační výběr U18.